# Cwichelm (Rochester)
Cwichelm war Bischof von Rochester. Er wurde 676 geweiht und verlor sein Amt 678. Offenbar musste er seinen Bischofssitz wegen fehlender Mittel räumen. Sein genaues Todesdatum ist unbekannt.